# Blagoj Makendžiev
Blagoj Georgiev Makendžiev, bulharsky Благой Георгиев Макенджиев (* 11. července 1988 Petrič) je bulharský fotbalový brankář a reprezentant, který působí od roku 2013 v klubu PFK Beroe Stara Zagora.

## Klubová kariéra
- PFK Pirin Blagoevgrad (mládež)
- PFK Pirin Blagoevgrad 2005–2010
- PFK CSKA Sofia 2011–2013[1]
- PFK Beroe Stara Zagora 2013–[2]

## Reprezentační kariéra
V A-mužstvu Bulharska debutoval 7. 2. 2015 v neoficiálním přátelském utkání proti reprezentaci Rumunska (remíza 0:0). Nastoupil do druhého poločasu.